# Vuelta al País Vasco 2005
La 45.ª edición de la Vuelta al País Vasco tuvo lugar entre el 4 y el 8 de abril de 2005.
La carrera fue la cuarta prueba del UCI ProTour 2005.
La ganador final fue Danilo Di Luca (quien además se hizo con dos etapas). Le acompañaron en el podio Davide Rebellin y Alberto Contador, respectivamente.

## Equipos participantes
Tomaron parte en la carrera 23 equipos: los 20 de categoría UCI ProTour (al tener obligada su participación); más los 3 españoles de categoría Profesional Continental (Relax-Fuenlabrada, Comunidad Valenciana y Kaiku). Los equipos participantes fueron:
| N.º     | Cód. UCI | Equipo                           |
| ------- | -------- | -------------------------------- |
| 1-8     | RAB      | Rabobank                         |
| 11-18   | EUS      | Euskaltel-Euskadi                |
| 21-28   | CSC      | Team CSC                         |
| 31-38   | DSC      | Discovery Channel                |
| 41-48   | LSW      | Liberty Seguros-Würth            |
| 51-58   | LAM      | Lampre-Caffita                   |
| 61-68   | IBA      | Illes Balears-Caisse d'Epargne   |
| 71-78   | PHO      | Phonak Hearing Systems           |
| 81-88   | COF      | Cofidis, le Crédit par Téléphone |
| 91-98   | TMO      | T-Mobile Team                    |
| 101-108 | GST      | Gerolsteiner                     |
| 111-118 | QST      | Quick Step-Innergetic            |

| N.º     | Cód. UCI | Equipo                |
| ------- | -------- | --------------------- |
| 121-128 | SDV      | Saunier Duval-Prodir  |
| 131-138 | FAS      | Fassa Bortolo         |
| 141-148 | DVL      | Davitamon-Lotto       |
| 151-158 | LIQ      | Liquigas-Bianchi      |
| 161-168 | BTL      | Bouygues Telecom      |
| 171-178 | C.A      | Crédit Agricole       |
| 181-188 | FDJ      | La Française des Jeux |
| 191-198 | SDM      | Domina Vacanze        |
| 201-208 | REF      | Relax-Fuenlabrada     |
| 211-218 | ECV      | Comunidad Valenciana  |
| 221-228 | KAI      | Kaiku                 |

## Etapas

### 1.ª etapa - 4 de abril de 2005:Zarauz-Zarauz, 133 km
|   | Ciclista                       | Equipo                         | Tiempo     |
| - | ------------------------------ | ------------------------------ | ---------- |
| 1 | Danilo Di Luca                 | Liquigas-Bianchi               | 3h 10' 51" |
| 2 | Miguel Ángel Martín Perdiguero | Phonak Hearing Systems         | m.t.       |
| 3 | Alejandro Valverde             | Illes Balears-Caisse d'Epargne | m.t.       |

|   | Ciclista                       | Equipo                         | Tiempo     |
| - | ------------------------------ | ------------------------------ | ---------- |
| 1 | Danilo Di Luca                 | Liquigas-Bianchi               | 3h 10 '51" |
| 2 | Miguel Ángel Martín Perdiguero | Phonak Hearing Systems         | m.t.       |
| 3 | Alejandro Valverde             | Illes Balears-Caisse d'Epargne | m.t.       |

### 2.ª etapa - 5 de abril de 2005:Zarauz-Valle de Trápaga(La Lejana), 166 km
|   | Ciclista        | Equipo                           | Tiempo     |
| - | --------------- | -------------------------------- | ---------- |
| 1 | David Moncoutié | Cofidis, Le Crédit par Téléphone | 3h 52' 56" |
| 2 | Aitor Osa       | Illes Balears-Caisse d'Epargne   | + 1"       |
| 3 | Davide Rebellin | Gerolsteiner                     | + 3"       |

|   | Ciclista        | Equipo                         | Tiempo     |
| - | --------------- | ------------------------------ | ---------- |
| 1 | Aitor Osa       | Illes Balears-Caisse d'Epargne | 7h 03' 48" |
| 2 | Danilo Di Luca  | Liquigas-Bianchi               | + 2"       |
| 3 | Patrice Halgand | Credit Agricole                | m.t.       |

### 3.ª etapa - 6 de abril de 2005:Ortuella-Vitoria, 176 km
|   | Ciclista           | Equipo                         | Tiempo     |
| - | ------------------ | ------------------------------ | ---------- |
| 1 | Alejandro Valverde | Illes Balears-Caisse d'Epargne | 4h 19' 09" |
| 2 | Giovanni Lombardi  | CSC                            | m.t.       |
| 3 | Björn Leukemans    | Davitamon-Lotto                | m.t.       |

|   | Ciclista        | Equipo                         | Tiempo      |
| - | --------------- | ------------------------------ | ----------- |
| 1 | Aitor Osa       | Illes Balears-Caisse d'Epargne | 11h 22' 57" |
| 2 | Danilo Di Luca  | Liquigas-Bianchi               | + 2"        |
| 3 | Patrice Halgand | Crédit Agricole                | m.t.        |

### Etapa 4 - 7 de abril:Vitoria-Alsasua, 167 km
|   | Ciclista                       | Equipo                         | Tiempo     |
| - | ------------------------------ | ------------------------------ | ---------- |
| 1 | Alejandro Valverde             | Illes Balears-Caisse d'Epargne | 4h 12' 04" |
| 2 | Danilo Di Luca                 | Liquigas-Bianchi               | m.t.       |
| 3 | Miguel Ángel Martín Perdiguero | Phonak Hearing Systems         | m.t.       |

|   | Ciclista        | Equipo                         | Tiempo      |
| - | --------------- | ------------------------------ | ----------- |
| 1 | Aitor Osa       | Illes Balears-Caisse d'Epargne | 15h 35' 01" |
| 2 | Danilo Di Luca  | Liquigas-Bianchi               | + 2"        |
| 3 | Patrice Halgand | Crédit Agricole                | m.t.        |

### 5.ª etapa (1.ersector) - 8 de abril:Alsasua-Oñate, 93 km
|   | Ciclista       | Equipo               | Tiempo     |
| - | -------------- | -------------------- | ---------- |
| 1 | Jens Voigt     | CSC                  | 2h 23' 24" |
| 2 | David Blanco   | Comunidad Valenciana | + 1' 15"   |
| 3 | Danilo Di Luca | Liquigas-Bianchi     | + 1'34"    |

|   | Ciclista        | Equipo                         | Tiempo      |
| - | --------------- | ------------------------------ | ----------- |
| 1 | Aitor Osa       | Illes Balears-Caisse d'Epargne | 18h 00' 00" |
| 2 | Danilo Di Luca  | Liquigas-Bianchi               | a +1"       |
| 3 | Davide Rebellin | Gerolsteiner                   | + 5"        |

### 5.ª etapa (2º sector) - 8 de abril:Oñate–Oñate(CRI), 9,3 km
|   | Ciclista         | Equipo                | Tiempo  |
| - | ---------------- | --------------------- | ------- |
| 1 | Alberto Contador | Liberty Seguros-Würth | 13' 43" |
| 2 | Bobby Julich     | CSC                   | + 5"    |
| 3 | Davide Rebellin  | Gerolsteiner          | + 8"    |

|   | Ciclista         | Equipo                | Tiempo      |
| - | ---------------- | --------------------- | ----------- |
| 1 | Danilo Di Luca   | Liquigas-Bianchi      | 18h 13' 53" |
| 2 | Davide Rebellin  | Gerolsteiner          | + 3"        |
| 3 | Alberto Contador | Liberty Seguros-Würth | + 11"       |

## Clasificación general
| Posición | Ciclista         | Equipo                 | Tiempo      |
| -------- | ---------------- | ---------------------- | ----------- |
|          | Danilo Di Luca   | Liquigas-Bianchi       | 18h 13' 53" |
| 2        | Davide Rebellin  | Gerolsteiner           | + 3"        |
| 3        | Alberto Contador | Liberty Seguros-Würth  | + 11"       |
| 4        | Aitor Osa        | Illes Balears          | + 14"       |
| 5        | Bobby Julich     | CSC                    | + 18"       |
| 6        | Óscar Pereiro    | Phonak Hearing Systems | + 24"       |
| 7        | Michael Boogerd  | Rabobank               | + 25"       |
| 8        | Michael Rogers   | Quick Step             | + 26"       |
| 9        | Damiano Cunego   | Lampre-Caffita         | + 27"       |
| 10       | Ricardo Serrano  | Kaiku                  | + 29"       |

### Clasificación de la regularidad
| Posición | Ciclista                       | Equipo                 | Puntos |
| -------- | ------------------------------ | ---------------------- | ------ |
|          | Danilo Di Luca                 | Liquigas-Bianchi       | 99     |
| 2        | Alejandro Valverde             | Caisse d'Epargne       | 66     |
| 3        | Miguel Ángel Martín Perdiguero | Phonak Hearing Systems | 65     |
| 4        | Aitor Osa                      | Caisse d'Epargne       | 45     |
| 5        | Damiano Cunego                 | Lampre                 | 41     |

### Clasificación de la montaña
| Posición | Ciclista       | Equipo               | Puntos |
| -------- | -------------- | -------------------- | ------ |
|          | David Latasa   | Comunidad Valenciana | 29     |
| 2        | Andoni Aranaga | Kaiku                | 24     |
| 3        | Jens Voigt     | CSC                  | 18     |
| 4        | Jon Bru        | Kaiku                | 12     |
| 5        | Eladio Jiménez | Comunidad Valenciana | 12     |

### Clasificación de las metas volantes
| Posición | Ciclista           | Equipo               | Puntos |
| -------- | ------------------ | -------------------- | ------ |
|          | Iban Mayoz         | Relax-Fuenlabrada    | 13     |
| 2        | Benoît Poilvet     | Crédit Agricole      | 11     |
| 3        | Jens Voigt         | CSC                  | 9      |
| 4        | Aleksandr Kolobnev | Rabobank             | 9      |
| 5        | Carlos Zárate      | Comunidad Valenciana | 6      |

### Clasificación por equipos
| Posición | Equipo                 | Tiempo      |
| -------- | ---------------------- | ----------- |
|          | Liberty Seguros-Würth  | 54h 44' 00" |
| 2        | Rabobank               | + 7"        |
| 3        | Discovery Channel      | + 1' 08"    |
| 4        | Saunier Duval-Prodir   | + 2' 08"    |
| 5        | Phonak Hearing Systems | + 5' 02"    |

## Evolución de las clasificaciones
| Etapa (Vencedor)                               | Clasificación general | Clasificación de la regularidad | Clasificación de la montaña | Clasificación de las metas volantes | Clasificación por equipos |
| ---------------------------------------------- | --------------------- | ------------------------------- | --------------------------- | ----------------------------------- | ------------------------- |
| 1.ª etapa (Danilo Di Luca)                     | Danilo Di Luca        | Danilo Di Luca                  | Carlos Zárate               | Iban Mayoz                          | Liquigas-Bianchi          |
| 2.ª etapa (David Moncoutié)                    | Aitor Osa             | Danilo Di Luca                  | Jon Bru                     | Iban Mayoz                          | Saunier Duval-Prodir      |
| 3.ª etapa (Alejandro Valverde)                 | Aitor Osa             | Danilo Di Luca                  | Jon Bru                     | Iban Mayoz                          | Saunier Duval-Prodir      |
| 4.ª etapa (Alejandro Valverde)                 | Aitor Osa             | Danilo Di Luca                  | Andoni Aranaga              | Iban Mayoz                          | Saunier Duval-Prodir      |
| 5.ª etapa (1.er sector) (Jens Voigt)           | Aitor Osa             | Danilo Di Luca                  | David Latasa                | Iban Mayoz                          | Rabobank                  |
| 5.ª etapa (2º sector) (CRI) (Alberto Contador) | Danilo Di Luca        | Danilo Di Luca                  | David Latasa                | Iban Mayoz                          | Liberty Seguros-Würth     |
| Final                                          | Danilo Di Luca        | Danilo Di Luca                  | David Latasa                | Iban Mayoz                          | Liberty Seguros-Würth     |